# 愛知県立杏和高等学校
愛知県立杏和高等学校（あいちけんりつ きょうわこうとうがっこう）は、愛知県稲沢市祖父江町二俣宮西に所在する県立の高等学校。2005年（平成17年）、愛知県立祖父江高等学校および愛知県立平和高等学校の両校の統合により成立した学校である。

## 教育目標
- 総合学科の設置理念を体現する目標として、校訓「夢・切り拓く未来」を定めている[3]。また、教育目標として「豊かな人間性」「たくましく生き抜く力」「確かな学力」の育成を掲げている[3]。留学生も積極的に受け入れている。

## 校歌
- 愛知県立杏和高等学校校歌（作詞 栗木英章・作曲 小櫻秀爾）[4]

## 歴史

### 校名の由来
校名の「杏和」は、前身校の旧祖父江高校が所在した旧祖父江町の名産品である銀杏と、旧平和高校の校名に由来する。また、学問所を意味するという「杏壇」の意味も含まれているとされる。校章にあしらわれた「KHS」の文字は、現校名である「Kyowa High School」（杏和高等学校）のほか、「KYOWA・HEIWA・SOBUE」（杏和高校・平和高校・祖父江高校）の意味も示す。

### 沿革

#### 祖父江高等学校
- 1916年（大正5年）1月11日 - 中島郡祖父江町立実習補習学校として設立される[1]。
- 1923年（大正12年）4月20日 - 中島郡祖父江町立祖父江農裁専修学校と改称される[1]。
- 1933年（昭和8年）11月10日 - 中島郡祖父江実科専修学校と改称される[1]。
- 1935年（昭和10年）7月1日 - 公立青年学校中島郡祖父江実科専修学校と改称される[1]。
- 1939年（昭和14年）3月13日 - 公立青年学校中島郡祖父江実践女学校と改称される[1]。
- 1945年（昭和20年）4月1日 - 愛知県祖父江女子農学校が開校する[1]。
- 1948年（昭和23年）4月1日 - 愛知県立祖父江高等学校と改称される[1]。
- 1948年（昭和23年）10月1日 - 統廃合により、愛知県立一宮高等学校祖父江分校となる[1]。
- 1949年（昭和24年）4月1日 - 愛知県立祖父江高等学校と改称され、普通科・家庭科・農業科の3課程各1学級が設置される[1]。
- 1950年（昭和25年） - 農業課程生徒募集停止[1]。
- 1995年（平成7年）4月1日 - 家政科を生活デザイン科に改編する[1]。
- 2001年（平成13年）4月1日 - 生活デザイン科が募集停止し、普通科のみの単科高校となる[1]。
- 2002年（平成14年）4月1日 - 普通科においてコース制を導入する[1]。コースは、総合コース（福祉）および情報活用コース[1]。
- 2005年（平成17年）4月1日 - 祖父江高等学校としての募集停止[1]。

#### 平和高等学校
- 1977年（昭和52年）8月24日 - 愛知県教育委員会が稲沢地区県立学校設置予定を発表[7]。
- 1979年（昭和54年）4月1日 - 愛知県立平和高等学校として開校[7]。
- 2005年（平成17年）4月 - 募集停止[7]。
- 2007年（平成19年）3月3日 - 卒業式および閉校式典を実施し、閉校[7]。

#### 杏和高等学校
- 2005年 (平成17年）4月 - 愛知県の第一次高等学校再編計画で、祖父江高校と平和高校を統合し、祖父江高校の校地に総合学科の高校として創立。2007年3月までは、校地内に普通科高校の愛知県立祖父江高等学校（そぶえこうとうがっこう）も併存した。
- 2007年（平成19年）3月 - 祖父江高校と平和高校で卒業式、平和高校は完全に廃校となった。
- 2007年（平成19年）4月 - 杏和高等学校の生徒が3学年揃う。

### 歴代校長

#### 平和高等学校
1. 川口滋夫（1979年4月-1985年4月）[7]
2. 簗瀬政雄（1985年4月-1989年3月）[7]
3. 井上洋一（1989年4月-1992年4月）[7]
4. 浅野明彦（1992年4月-1995年3月）[7]
5. 近藤新二（1995年3月-1997年4月）[7]
6. 岩田隆（1997年4月-2000年3月）[7]
7. 三宅正夫（2000年4月-2003年4月）[7]
8. 木村久和（2003年4月-2005年4月）[7]
9. 加藤修（2005年4月-2007年3月）[7]

## 設置学科
- 総合学科
  - 人間探究系列[8]
  - 自然探究系列[8]
  - 国際理解系列[8]
  - ライフコーディネート系列[8]
  - 福祉サービス系列[8]
  - 情報活用系列[8]
  - ビジネス系列[8]

## 部活動

### 運動部
- ソフトテニス部（男子・女子）[9]
- バスケットボール部（男子・女子）[9]
- バドミントン部（男子・女子）[9]
- 卓球部（男子・女子）[9]
- 柔道部（男女）[9]
- 剣道部（男女）[9]
- サッカー部（男子）[9]
- バレーボール部（女子）[9]
- 水泳部（男女）[9]
- 野球部（男子）[9]
- 陸上部（男女）[9]
- 弓道部（男女）[9]
- ソフトボール部（女子）[9]

### 文化部
- 理科部（男女）[9]
  - 祖父江町のヘイケボタルの人工保育など、さまざまな研究テーマに熱心に取り組んでおり、外部から高い評価を受けている。
- 美術部（男女）[9]
- 茶道部（男女）[9]
- ブラスバンド部（男女）[9]
- JRC部（男女）[9]
- ELC部（男女）[9]
- 商業部（男女）[9]

## アクセス
- 名鉄尾西線森上駅より西へ徒歩15分。

## 備考
- 前身の一つの愛知県立平和高校は、旧平和町になく、平和町合併以前の稲沢市内にあった[10]。